# St. Gertrud (Flensburg)

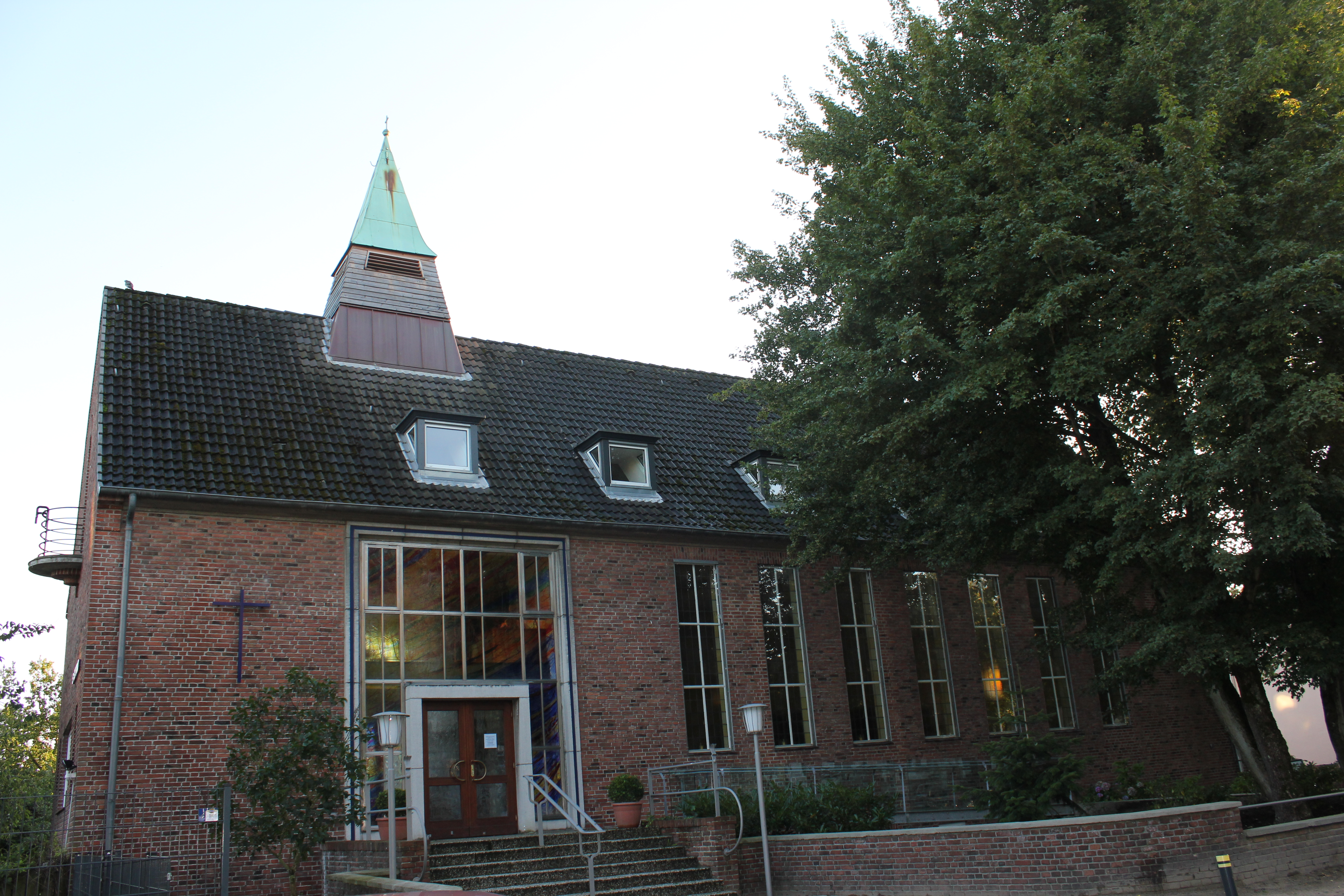
St. Gertrud-Kirche 2011

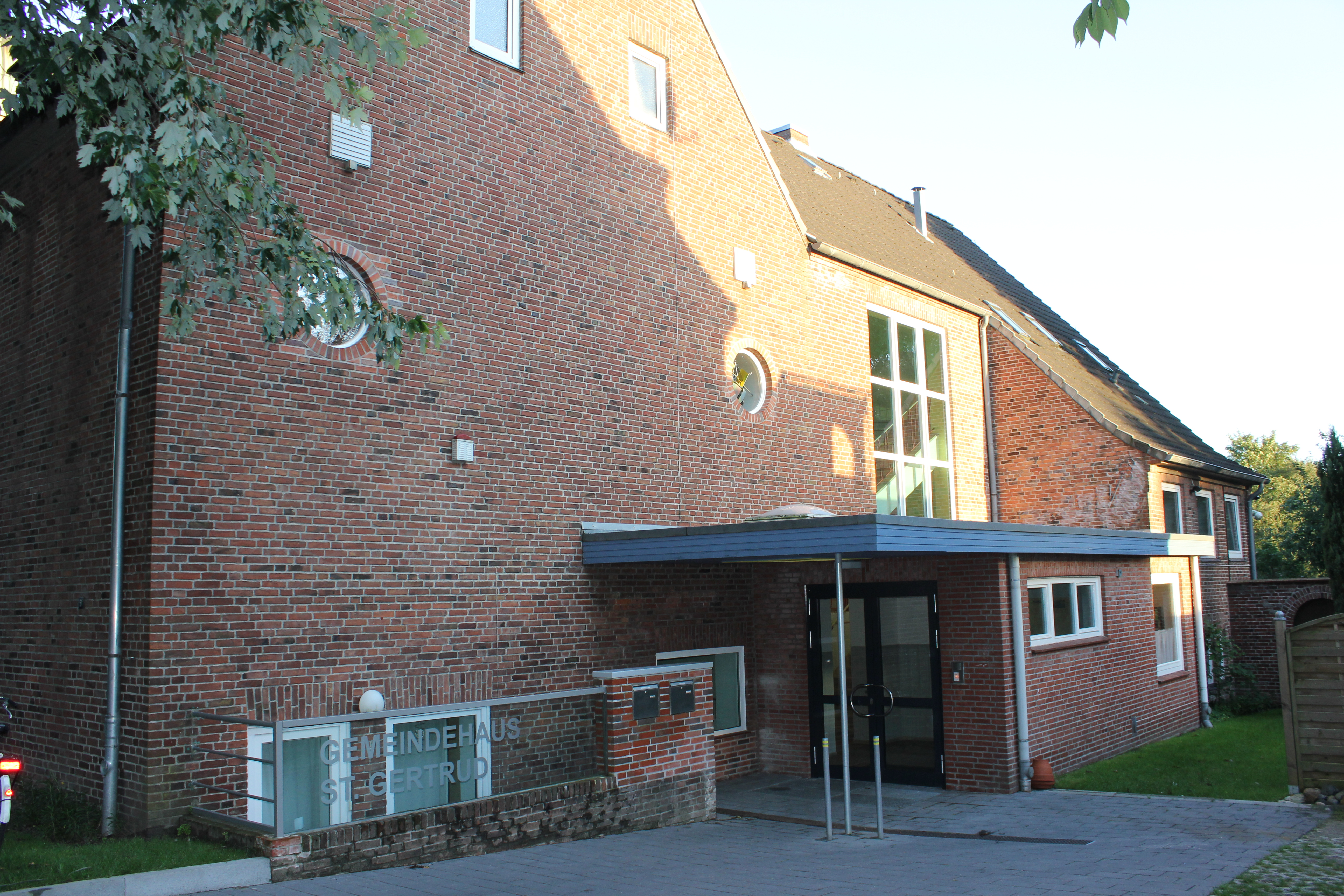
Gemeindehausbereich 2011

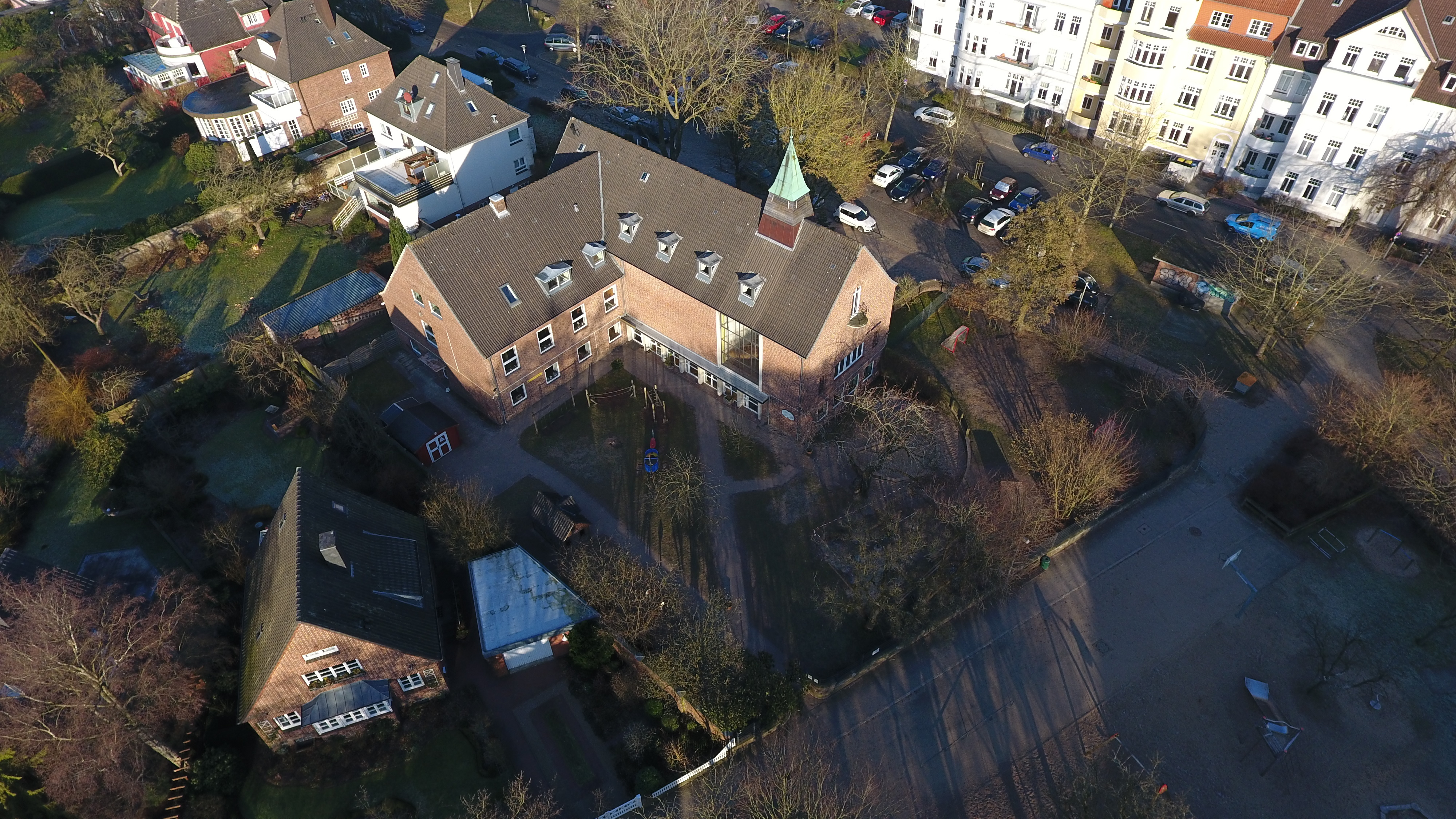
St. Gertrud von oben

Die Kirche St. Gertrud ist eine evangelisch-lutherische Kirche im Stadtteil Westliche Höhe der Stadt Flensburg in Schleswig-Holstein. Die St. Gertrud-Kirche gehört zu den Kulturdenkmalen der Stadt.
Die heutige Kirchengemeinde ist gleichzeitig Namensgeber für den Stadtbezirk St. Gertrud, der den Bereich zwischen dem Marienhölzungsweg, der Nerongsallee, Westerallee sowie der Westtangente umfasst. Der Stadtbezirk ist nicht mit dem Gertrudenviertel bei der Norderstraße zu verwechselt, wo im Mittelalter die St.-Gertrud-Kapelle stand.

## Hintergrund
Im Jahr 1290 wurde die St.-Gertrud-Kapelle in der Flensburger Innenstadt errichtet, die Gertrud von Nivelles geweiht wurde. Zum Kirchspiel gehörte das Gertrudenholz. Die Anfänge dieser Hölzung befanden sich zwischen der Eckenerstraße und Waldstraße, sie erstreckte sich bis nach Harrislee. Überreste der Getrudenhölzung bilden heute den nördlichen Teil der heutigen Marienhölzung. Im 15. Jahrhundert geriet die Gertruden-Kapelle bei den Kämpfen um die Duburg in Mitleidenschaft. 1571 wurde die baufällige Kapelle schließlich abgebrochen. Das Gertrudenviertel wurde zu St. Marien eingepfarrt. Die Erinnerung an das Gertrudenholz bewahrte die nahe dem Marienhölzungsweg gelegene Gertrudenstraße, die ihren Namen offiziell am 30. September 1898 erhielt.
In den Jahren 1951 bis 1954 errichtete die St.-Marien-Gemeinde an der Straßenecke Hermann-Löns-Weg/Marienhölzungsweg Nr. 51 den backsteinernen Kirchenbau St. Gertrud. Der Name St. Gertrud wurde auf Grund der Lage nahe dem ehemaligen Gertrudenholz gewählt. Der Bau, der nach Plänen des Architekten Georg Rieve entstand, besteht aus einem langgestreckten Kirchensaal, dem eine Eingangshalle vorgelagert ist, zu dem eine Freitreppe führt. An dem besagten Kirchensaal wurde auf der Westseite zudem ein zweiter Flügel angebaut, so dass der Gebäudekomplex eine L-Form erhielt. In diesem nach Süden ausgerichteten Flügel befindet sich das Gemeindehaus. Des Weiteren wurde im Parterrebereich des Backsteinkomplexes ein Kindergarten eingerichtet. Im Hochparterreberreich wurde ein Jugendhaus eingerichtet. Jugendliche von Flüchtlingsfamilien des Flensburger Umlandes, die in den Dörfern häufig keine Lehrstellen bekamen, sollten im Jugendhaus eine Unterkunft während ihrer Lehrzeit in der Stadt zur Verfügung gestellt bekommen. Der Kindergarten nahm seinen Betrieb schon im Jahr 1953 mit zwei Gruppen für 60 Kinder auf. Die Kirche wurde am 27. November 1954 durch den Bischof des Sprengels Schleswig Reinhard Wester geweiht.
1965 wurde St. Gertrud zur selbständigen Kirchengemeinde mit ungefähr 5.000 Gemeindemitgliedern. Seit 1967 wurden die Wohnheimzimmer des Jugendhauses nicht mehr belegt. Die angeschlossene Evangelische Kindertagesstätte St. Gertrud blieb bis heute erhalten. 2001 wurde auf der Nordseite ein barrierefreier Zugang durch das Flensburger Architektenbüro Lorenzen gestaltet. 2009/10 wurde St. Gertrud für eine knappe halbe Million Euro saniert. Dabei wurde der Dachreiter, der ursprünglich nur eine Glocke besaß, saniert und als fester Glockenturm mit zwei Glocken fixiert. Bei der Innenraumsanierung wurde der Künstler Uwe Appold herangezogen. 2013 erhielt die St.-Gertrud-Kirche eine neue Orgel mit elf Registern des Orgelbauers Kurt Quathamer aus Bordesholm. Die Kosten für die neue Orgel in Höhe von 150.000 Euro wurden fast vollständig durch Spenden aufgebracht. Im Jahr 2015 feierte die Kirchengemeinde St. Gertrud ihr fünfzigjähriges Bestehen als eigenständige Kirchengemeinde.